# Ordishia godmani
Ordishia godmani är en fjärilsart som beskrevs av Druce 1884. Ordishia godmani ingår i släktet Ordishia och familjen björnspinnare. Inga underarter finns listade i Catalogue of Life.